# Johann Matthäus Bechstein
Johann Matthäus Bechstein (Waltershausen, Szász–Gothai Hercegség, 1757. július 11. – Dreißigacker, ma Meiningen része, 1822. február 23.) – német természettudós, erdész, ornitológus, entomológus és herpetológus. Zoológiai szakmunkákban nevének rövidítése: „Bechstein”. Néha Bchst. illetve Bechst. formában is előfordul.

## Élete
Bechstein Gotha közelében, Waltershausenben született. Négy évig tanult teológiát a jénai egyetemen, de minden szabad idejét vadászattal és az erdőkben való barangolással töltötte. Iskolaévei után néhány éven át tanítással foglalkozott, de hamar feladta a tanári pályát, hogy természetközelibb elfoglaltságoknak élhessen. 1795-ben erdészeti iskolát alapított Waltershausenben, majd 1800-ban I. György szász–meiningeni herceg a dreissigackeri erdészeti iskola igazgatójává nevezte ki. Időközben elvesztette fiát, akinek halála után adoptálta egyik unokaöccsét, Ludwig Bechsteint.
1800-ban a Leopoldina Német Természettudományos Akadémia tagjává választották. 1808-ban a Bajor Tudományos Akadémia tagjává választották.
Bechstein termékeny zoológus kutató volt, és az elsők között állt ki a természetvédelem fontossága mellett: ornitológiai munkái mellett olyan írásokat is publikált, amelyekben az akkoriban amúgy ártalmasnak vagy kártékonynak tekintett állatok – például a denevérek – védelmére szólított fel. E tevékenysége iránti tiszteletből kapta a denevérfajok egyike a Bechstein egérfülű-denevére (Myotis bechsteinii) nevet.

## Művei
- Gemeinnützige Naturgeschichte Deutschlands nach allen drey Reichen. 4 vols. Lipcse 1789–95; 2nd ed., 1801–09
- Johann Lathams(wd) Allgemeine Übersicht der Vögel, 1791–1812
- Kurze aber gründliche Musterung aller bisher mit Recht oder Unrecht von dem Jäger als schädlich geachteten und getödteten Thiere, nebst Aufzählung einiger wirklich schädlichen, die er, seinem Berufe nach, nicht dafür erkennt, ..., Ettinger, Gotha, 1792–1805
- Kurzgefasste gemeinnützige Naturgeschichte, 1792–97
- Naturgeschichte der Stubenvögel., Ettinger, Gotha 1795; 4th ed. Halle, 1840
- Naturgeschichte der Stubenthiere., Ettinger, Gotha, 1797
- Herrn De la Cepede's Naturgeschichte der Amphibien oder der enerlegenden vierfüssingen Thiere und der Schlangen. Eine Fortsetzung von Buffon's Naturgeschichte aus dem Französischen übersetz und mit Anmerkungen und zusätzen versehen. 5 volumes. Industrie Comptoir, Weimar, 1800
- Ornithologisches Taschenbuch von und für Deutschland oder Kurze Beschreibung aller Vögel Deutschlands für Liebhaber dieses Theils der Naturgeschichte. Richter, Lipcse, 1802
- Naturgeschichte der schädlichen Waldinsecten. Monath & Kußler, Nürnberg, 1798–1800
- Diana oder Gesellschaftsschrift zur Erweiterung und Berichtigung der Natur-, Forst- und Jagdkunde., Waltershausen, 1797–1816
- Ornithologisches Taschenbuch, 1802–1803
- Vollständige Naturgeschichte der schädlichen Forstinsekten: ein Handbuch für Forstmänner, Cameralisten und Dekonomen Georg Ludwig Scharfenberggel(wd) együtt, Lipcse, 1804–1805
- Die Forst- und Jagdwissenschaft nach allen ihren Theilen für angehende und ausübende Forstmänner und Jäger., Gotha, Erfurt, 1818–35
- Vollständige Naturgeschichte der schädlichen Forstinsekten: ein Handbuch für Forstmänner, Cameralisten und Dekonomen, 1804 (Georg Ludwig Scharfenberggel együtt)